# Petr Janda
Petr Janda (Čáslav, Checoslovaquia, 5 de enero de 1987) es un futbolista checo, que se desempeña como mediocampista y que actualmente milita, en el Antalyaspor de la Superliga de Turquía.

## Clubes
| Club           | País            | Año           |
| -------------- | --------------- | ------------- |
| Zenit Čáslav   | República Checa | 1992 - 2000   |
| Slovan Liberec | República Checa | 2000-2002     |
| Zenit Čáslav   | República Checa | 2002-2004     |
| Slavia Praga   | República Checa | 2004-2011     |
| Antalyaspor    | Turquía         | 2012-presente |

## Selección nacional
Ha sido internacional con la Selección de fútbol de la República Checa, ha jugado 2 partidos internacionales y no ha anotado.